# William H. Kilpatrick
Pour les articles homonymes, voir Kilpatrick.
William Heard Kilpatrick, né le 20 novembre 1871 et mort le 13 février 1965, est un pédagogue américain, un collègue et successeur de John Dewey. C'est l'une des figures majeures de l'éducation progressive au début du XXe siècle.

## Biographie
Il est né à White Plains en Géorgie.  Il a été formé dans plusieurs universités dont l'université Mercer et l'université Johns-Hopkins. Il a d'abord été marqué par la pédagogie de Friedrich Fröbel un des tenants de l'apprentissage par le jeu. En 1908, il écrit dans son journal  que le professeur Dewey a provoqué une profonde mutation dans sa pensée. Il a enseigné dans de nombreuses universités tant en professeur permanent qu'en professeur invité. Il a été honoré par des diplômes honoraires et autres titres tels que le « awards » ou le Brandeis Award for humanitarian service en 1953.

## Engagement
Il  a été longtemps au bureau directeur de la Ligue pour une industrie démocratique.

## Source
- (en) Cet article est partiellement ou en totalité issu de l’article de Wikipédia en anglais intitulé « William Heard Kilpatrick » (voir la liste des auteurs).